# The Scuttlers
The Scuttlers è un film muto del 1920 diretto da J. Gordon Edwards. Prodotto e distribuito dalla Fox Film Corporation, aveva come interpreti William Farnum, Jackie Saunders, Herschel Mayall, G. Raymond Nye.
 
La sceneggiatura di Paul H. Sloane si basa sull'omonimo romanzo di Clyde Westover, pubblicato a New York nel 1914.

## Trama

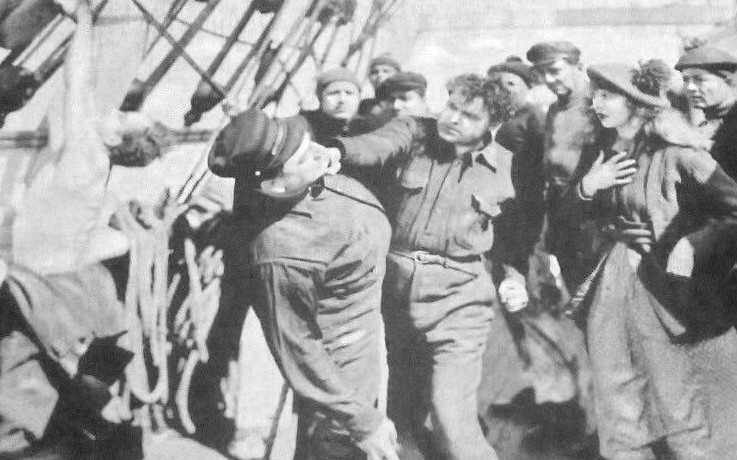
Sulla nave
(al centro, William Farnum)

La compagnia di assicurazione dei Lloyds di Londra assume Jim Landers per indagare sul conto del capitano Machen e sul naufragio delle sue navi. Per evitare sospetti, Landers si fa imbarcare con la forza a bordo della Dorothy Low. Nonostante la brutalità che vige a bordo, brutalità per cui si distingue soprattutto il primo marinaio Erickson, Landers dubita che Machen abbia intenzione di far naufragare la nave perché a bordo si trova anche sua figlia Laura. Tuttavia, la nave affonda. Erickson muore e solo Landers, Laura, Machen e alcuni membri dell'equipaggio riescono a salvarsi. Il capitano, però, è rimasto gravemente ferito: prima di morire, confessa di aver provocato il naufragio di una sua nave che stava trasportando armi in Messico. Risolto il caso, Landers si rende conto di essersi innamorato di Laura.

## Produzione
Il film fu prodotto dalla Fox Film Corporation.

## Distribuzione

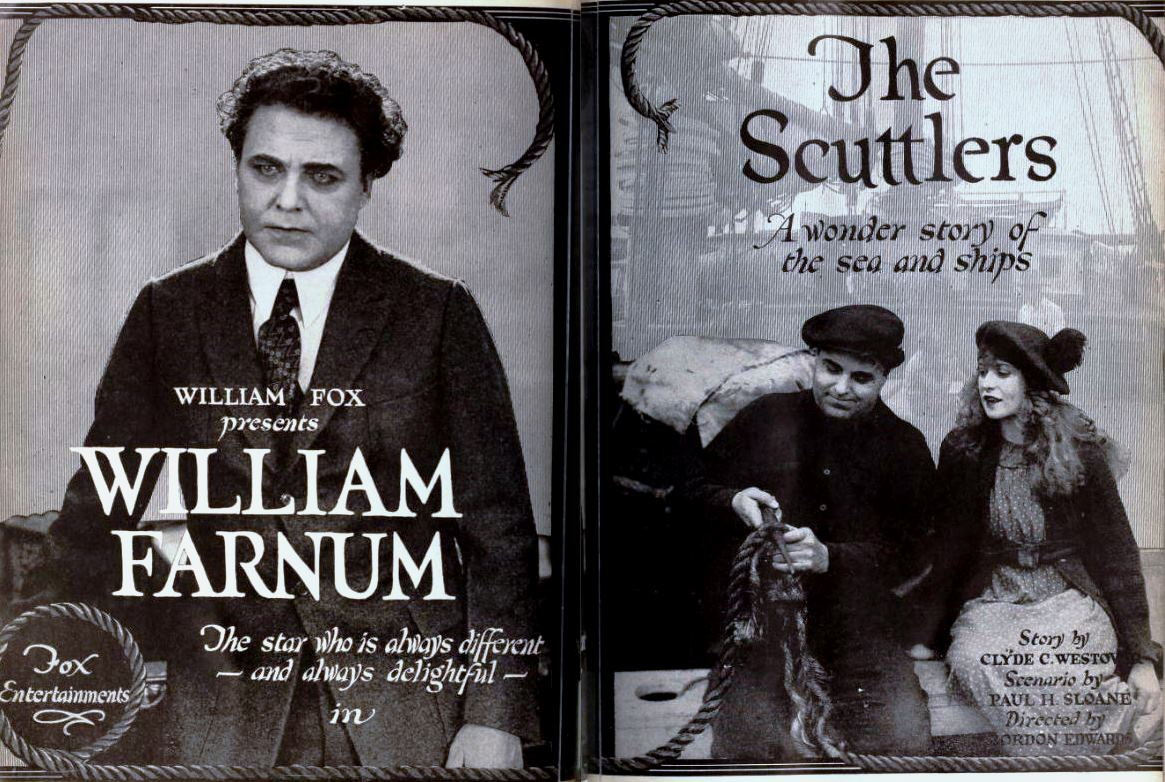
Pubblicità su Exhibitors Herald (25 dicembre 1920)

Il copyright del film, richiesto da William Fox, fu registrato il 12 dicembre 1920 con il numero LP15923. Lo stesso giorno, distribuito dalla Fox Film Corporation, il film uscì nelle sale cinematografiche statunitensi. Fu distribuito anche in Danimarca (9 ottobre 1922, con il titolo Dødssejleren), Svezia (11 agosto 1923, come Jim Landers stora kupp) e Francia (come Sabordeurs).
Ne fu fatta una riedizione nel 1924/1925. Variety riporta la notizia di una proiezione del film il 29 giugno 1925 allo Stanley Theatre di New York.
Non si conoscono copie ancora esistenti della pellicola che viene considerata presumibilmente perduta.